# 第12戦車大隊
第12戦車大隊（だいじゅうにせんしゃだいたい、JGSDF 12th Tank Battalion）は、陸上自衛隊相馬原駐屯地（群馬県北群馬郡榛東村）に駐屯していた第12師団隷下の機甲科（戦車）部隊で2001年（平成13年）3月25日に廃止された。

## 概要
大隊本部、本部管理中隊および2個戦車中隊からなり、大隊長は2等陸佐が充てられていた。
部隊マークは、白線で12をかたどった師団章の上に虎の顔を描き、両側の横線で中隊ナンバーをあらわしている。2001年（平成13年）をもって第12師団の旅団化に伴う再編成により廃止された。61式戦車を最後まで装備していた部隊の一つである。

## 沿革
- 1962年（昭和37年）1月18日：第12戦車大隊（3個戦車中隊基幹）が相馬原駐屯地において編成完結。第12師団に隷属。
- 1985年（昭和60年）8月13日：日本航空123便墜落事故に対する災害派遣活動に際し救出活動に人員を派遣。
- 1988年（昭和63年）8月：北方機動特別演習に参加し渋川駅より浜釧路駅まで戦車の鉄道輸送訓練が行われる。
- 1990年（平成02年）3月25日：戦車の北転事業に伴い、第3戦車中隊が廃止。
- 2001年（平成13年）3月25日：第12戦車大隊（相馬原駐屯地）が廃止。

## 廃止時の部隊編成
- 第12戦車大隊本部
- 本部管理中隊「12戦-本」：61式戦車、60式装甲車
- 第1戦車中隊「12戦-1」：61式戦車、60式装甲車
- 第2戦車中隊「12戦-2」：61式戦車、60式装甲車

## 歴代の主要幹部
| 代 | 氏名                 | 在職期間                        | 前職                                         | 後職                       |
| -- | -------------------- | ------------------------------- | -------------------------------------------- | -------------------------- |
| 01 | 土橋康行             | 1962年01月18日 - 1963年03月15日 |                                              |                            |
| 02 | 藤井恒芳             | 1963年03月16日 - 1966年03月15日 | 陸上自衛隊富士学校勤務                       | 陸上自衛隊富士学校勤務     |
| 03 | 尾関猛               | 1966年03月16日 - 1968年07月15日 | 陸上自衛隊富士学校勤務                       | 陸上自衛隊富士学校勤務     |
| 04 | 杉本寿長             | 1968年07月16日 - 1971年03月15日 | 第10偵察隊勤務                               | 第113教育大隊長            |
| 05 | 森立人               | 1971年03月16日 - 1973年03月15日 | 陸上幕僚監部幕僚庶務室勤務                   | 第9師団司令部第1部長       |
| 06 | 岡宮久雄 （3等陸佐） | 1973年03月16日 - 1975年03月15日 | 第12師団司令部勤務 →1973年7月1日 2等陸佐昇任 | 第2戦車群副群長            |
| 07 | 濱砂逸郎             | 1975年03月16日 - 1977年03月15日 | 陸上幕僚監部幕僚庶務室勤務                   | 陸上幕僚監部幕僚庶務室勤務 |
| 08 | 前島寶               | 1977年03月16日 - 1979年03月15日 | 陸上自衛隊幹部学校勤務                       | 第12師団司令部第1部長      |
| 09 | 車田巴               | 1979年03月16日 - 1980年07月30日 | 陸上幕僚監部装備部管理・輸送課勤務           | 第13師団司令部第2部長      |
| 10 | 溝内好昭             | 1980年08月01日 - 1982年07月31日 | 陸上幕僚監部付                               | 第4師団司令部第2部長       |
| 11 | 澤和行               | 1982年08月01日 - 1984年03月15日 | 第72戦車連隊勤務                             |                            |
| 12 | 古賀渉               | 1984年03月16日 - 1987年03月15日 | 陸上自衛隊富士学校勤務                       |                            |
| 13 | 篠田芳明             | 1987年03月16日 - 1989年07月31日 | 陸上幕僚監部装備部開発課勤務                 | 統合幕僚会議事務局勤務     |
| 14 | 中村肝               | 1989年08月01日 - 1991年07月31日 | 第8師団司令部勤務                            | 陸上自衛隊富士学校勤務     |
| 15 | 小森谷工             | 1991年08月01日 - 1994年03月22日 | 陸上自衛隊富士学校勤務                       | 第12師団司令部総務課長     |
| 16 | 鈴木伸一             | 1994年03月23日 - 1996年03月21日 | 陸上幕僚監部人事計画課                       | 防衛研究所                 |
| 17 | 下司佳久             | 1996年03月22日 - 1998年07月31日 | 陸上自衛隊富士学校勤務                       | 陸上自衛隊富士学校勤務     |
| 未 | 笹井和幸             | 1998年08月01日 - 2001年03月26日 | 第12師団司令部勤務                           |                            |

## 歴代主要装備
- M24軽戦車
- M41軽戦車
- 61式戦車
- 74式戦車
- M3A1装甲車
- 60式装甲車
- 82式指揮通信車
- 78式戦車回収車
- 64式7.62mm小銃
- 11.4mm短機関銃M3A1